# Маяк Бивертейл
Маяк Бивертейл (англ. Beavertail Lighthouse) — маяк, расположенный на мысе Бивертейл Пойнт на острове Конаникут в заливе Наррагансетт, округ Ньюпорт, штат Род-Айленд, США. Построен в 1749 году. Автоматизирован в 1972 году.

## История
Города Провиденс и Ньюпорт, одни из первых английских поселений в Северной Америке, были крупными центрами промышленности и торговли в XVIII—XIX веках. Для обеспечения навигации до них через залив Наррагансетт, в котором находится множество больших и малых островов, было построено несколько маяков. Маяк Бивертейл на мысе Бивертейл-Пойнт (названном так за форму, напоминающую хвост бобра) на юге острова Конаникут был построен ещё в колониальный период до Американской революции, в 1749 году. Он представлял собой деревянную башню высотой 21 метр и небольшой деревянный дом смотрителя. Для освещения использовались масляные лампы. 23 июля 1753 года в результате пожара деревянный маяк полностью сгорел. В 1754 году был на замену сгоревшему построен новый маяк. Он представлял собой каменную башню высотой 17 метров. Во время Американской революции отступавшие британские войска снова сожгли маяк в 1779 году. В 1783 году маяк был отремонтирован и возвращён в эксплуатацию. В 1815 году дом смотрителя был разрушен во время урагана, и в 1816 году был построен новый, более просторный дом. В 1851 году комиссия признала состояние маяка очень плохим. В августе 1854 года Конгресс США выделил 14 500$ на строительство нового маяка. В 1856 году строительство нового маяка было завершено. Он представлял собой квадратную башню из гранитных блоков высотой 14 метров и кирпичный двухэтажный дом смотрителя. На новый маяк была установлена линза Френеля. В 1898 году был дополнительно построен второй дом для ассистента смотрителя. В 1972 году Береговая охрана США автоматизировала маяк.
В 1977 году он был включён в Национальный реестр исторических мест.

## Фотографии

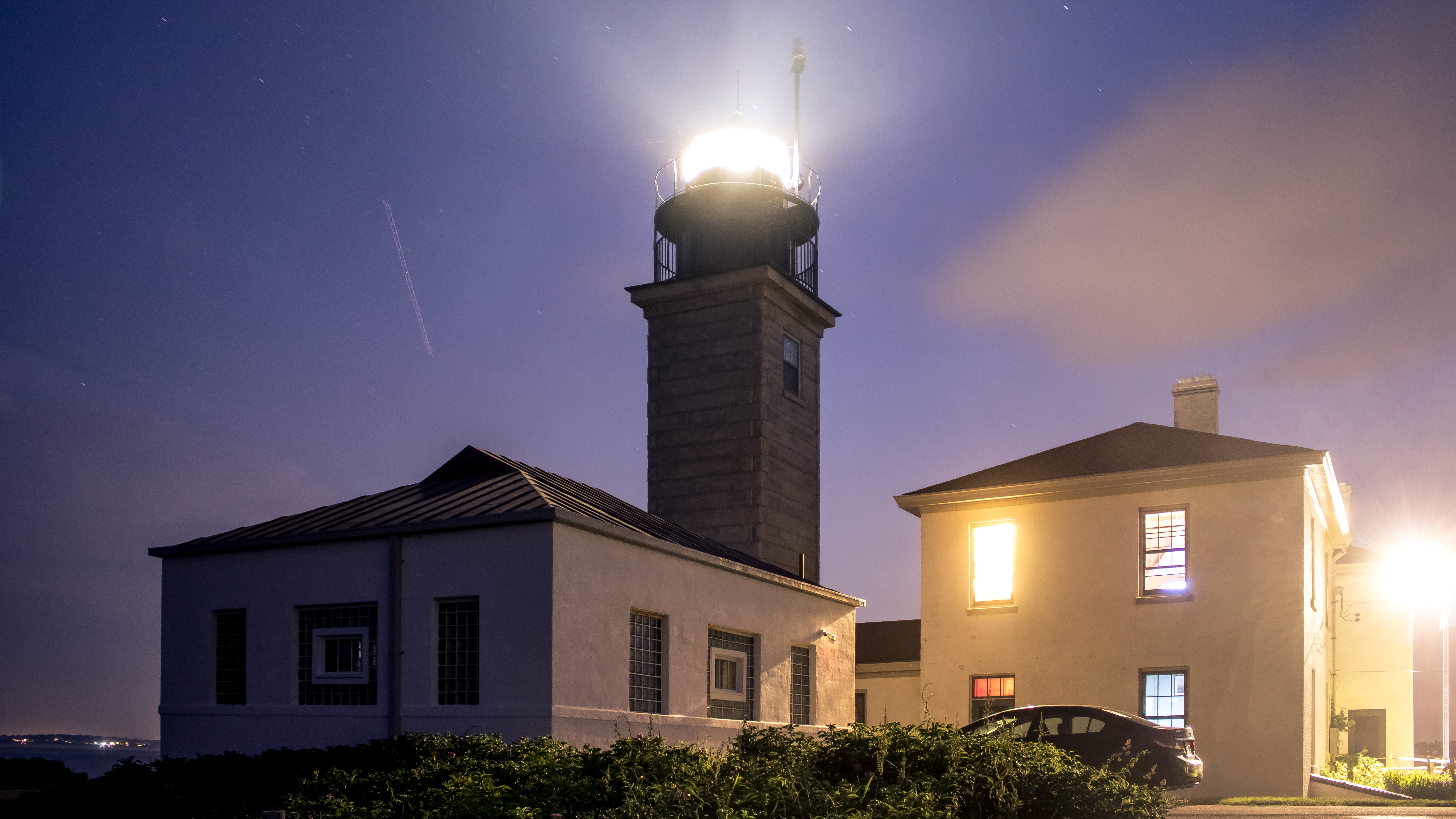
маяк вечером